# PrestaShop
PrestaShop es un sistema de gestión de contenidos (CMS) libre y de código abierto pensado para construir desde cero tiendas en línea de comercio electrónico. Enfocado para permitir crear tiendas en línea desde pequeñas empresas a grandes corporaciones. Cuenta con un amplio mercado de temas con los que personalizar la tienda y más de 5000 módulos, entre gratuitos y de pago, con los que adaptar las funcionalidades propias de la herramienta.
Desarrollada completamente en PHP, MySQL y Smarty, desde finales de 2016 y en su última versión 1.7 añade a su código fuente el proyecto Symfony, framework de desarrollo en PHP y que permite mejorar las características y rendimiento de la plataforma.
PrestaShop tiene actualmente más de trescientas mil tiendas creadas en su plataforma y cuenta con más de setenta y cinco idiomas disponibles. La compañía, PrestaShop SA fue fundada en 2007 por Igor Schlumberger y Bruno Lévêque.
Entre las nominaciones y premios logrados PrestaShop consiguió el premio a People's Choice CMS Award en 2014.
Actualmente la sede de PrestaShop se encuentra en el 12 Rue d'Amsterdam, 75009 de París, Francia, su segunda sede oficial abrió en 2011 en Miami, Estados Unidos.

## Historia
- PrestaShop 1.0 fue lanzado el 31 de julio de 2007.
- PrestaShop 1.1 fue lanzado  el 7 de mayo de 2009.
- PrestaShop 1.2 fue lanzado  el 29 de julio de 2009.
- Prestashop 1.3 fue lanzado  el 25 de mayo de 2010.
- PrestaShop 1.4 fue lanzado  el 18 de marzo de 2011, con más de 65 nuevas características para los comerciantes y desarrolladores.
- PrestaShop 1.5 fue lanzado  el 13 de septiembre de 2012, con la funcionalidad multi-tienda, mejoras en el carrito, reglas de precios y la capacidad de crear manualmente las órdenes a través de la oficina virtual.
- PrestaShop 1.6 fue lanzado  el 17 de marzo de 2014, cuenta con un nuevo diseño frontal y back office, nuevas herramientas de inteligencia de negocio y una oficina trasera sensible.
- Prestashop 1.7 lanzó su primera versión estable el 7 de noviembre de 2016. En ella contaba con la integración con integración del framework Symfony y con un completo restyling de su Front office reeditando el código en Smarty del tema básico y cambiando el nombre de default-theme a classic.

## Modelo de negocio
Al tratarse de una organización de código abierto, PrestaShop tiene por delante el desafío de generar ingresos. Así pues, aprovechando tanto la dimensión como el alcance que su comunidad tiene a nivel internacional, la compañía estableció dos fuentes principales de ingresos.
Por una parte, se encuentra PrestaShop Addons. A través de este sistema de mercado, los comerciantes adquieren complementos y temas personalizados para incluir en sus tiendas.
Por otra, la creación de asociaciones estratégicas con los principales líderes de la industria del comercio electrónico, como son Paypal o Google.

## Características
PrestaShop está disponible bajo la licencia Open Software, por tanto su código fuente es público y se puede ver en su repositorio de GitHub. El software está escrito en PHP y basado en el motor de plantillas Smarty. MySQL es el motor de base de datos predeterminado.  
A finales de 2019 PrestaShop se encuentra disponible en 75 idiomas entre los cuales se encuentran: inglés, francés, holandés, portugués, alemán, español, catalán, italiano, polaco y ruso. Además cuenta con todas las funcionalidades necesarias para trabajar con un sistema multi-idioma y multi-moneda.
El software hace uso extensivo de AJAX en el panel de administración, mientras que los bloques de módulos pueden ser fácilmente añadidos a la tienda con el fin proporcionar funcionalidad adicional; estos normalmente están proporcionados de forma gratuita por los desarrolladores independientes.
El software ofrece más de 310 funciones integradas, incluyendo la gestión de inventario de productos, la navegación por capas, plantillas personalizables, marketplaces (Amazon, Linio, Mercadolibre, etc.), análisis y presentación de informes, servicios web, reglas de la promoción, gestión multi-tienda y gestión del retorno.
PrestaShop es compatible con las pasarelas de pago más habituales y dispone de base de módulos para Paypal, Stripe, Adyen y muchas otras.
El mercado PrestaShop Addons ofrece una plataforma para desarrolladores de terceros para vender temas y módulos a los comerciantes.

### Temas
PrestaShop pone a disposición de los usuarios un tema básico de auto-respuesta por defecto. También tienen la posibilidad de instalar o incluso desarrollar temas personalizados que modifiquen la visualización de la página web sin afectar al contenido de la misma, de este modo, se puede visualizar la página tanto en ordenadores como en dispositivos móviles.

### Módulos
Para extender las funcionalidades integradas de software, se emplean los módulos Add-on. Éstos pueden ser instalados por los propios usuarios de forma directa en el panel de administración del software, aunque también existe la opción de ser creados por ellos para su posterior uso.

## Requisitos técnicos
El comerciante debe tener un nombre de dominio y un servidor web con las siguientes características para las versiones 1.6+:
- Servidor web Apache 2.0 o posterior. Nginx.
- PHP 5.6+ o superior
- MySQL 5.0+ o superior
- Linux, Unix o Windows instalado como sistema operativo
- Extensiones de PHP: Mcrypt, OpenSSL, Zip, Curl, GD, PDO.
- Un certificado SSL si planeas procesar pagos internamente (sin usar PayPal, por ejemplo)

(*) problemas de incompatibilidad con las siguientes versiones de PHP 5 impiden que PrestaShop funcione correctamente:
- PHP 5.2.1 (autenticación es imposible)
- PHP 5.2.6 (autenticación es imposible en los servidores de 64 bits)
- PHP 5.2.9 (administración de imágenes / upload roto)
- PHP <5.2 (fecha no válida zona horaria)

## Alternativas a PrestaShop
PrestaShop ha sido desde septiembre del 2015, la plataforma de eCommerce más popular en Europa (Principalmente España y Francia, con la incorporación de Polonia e Italia, de forma más reciente), con un total de 300.000 tiendas instaladas.
Entre las alternativas más importantes se pueden considerar:
- Magento: con 5.500 en España, es una de las soluciones más implantadas junto con PrestaShop.
- WooCommerce: un plugin tienda en línea para WordPress muy popular que, aunque se encuentra en 5º lugar, está teniendo un gran crecimiento que se puede constatar también si vemos una comparativa con PrestaShop Google Trends.[7]
- Shopify: Plataforma de comercio electrónico con servicio SAAS para la creación de tiendas en línea en el mercado.